# Balls of Fury
Balls of Fury ist eine Sport-Komödie mit Dan Fogler, Christopher Walken und Maggie Q aus dem Jahr 2007, bei der Ben Garant Regie führte.

## Handlung
Randy Daytona ist ein hoffnungsvolles Tischtennis-Talent, der es bis in das Halbfinale der Olympischen Spiele '88 geschafft hat und dort auf Karl Wolfschtagg trifft. Sein Vater hat bei dem mysteriösen Mr. Feng auf seinen Sohn gewettet. Als dieser aber das Halbfinale verliert, da er über eine Bande stolpert und nicht mehr weiterspielen kann, wird sein Vater von Mr. Fengs Männern ermordet.
19 Jahre später tritt Randy in Matinee-Shows auf, wird aber entlassen, da ein Mann, den er immer wieder mit einem Tischtennisball anspielt, einen Herzstillstand erleidet. Kurz darauf bittet ihn FBI-Agent Rodriguez, an einem geheimen Tischtennis-Turnier teilzunehmen, das Mr. Feng veranstaltet. Nebenbei soll Randy dessen Pläne herausfinden. Er benötigt allerdings dazu eine Einladung in Form eines goldenen Tischtennis-Schlägers. Um Mr. Feng auf sich aufmerksam zu machen, tritt er gegen einen Regional-Champion an, verliert aber hoch. Rodriguez’ letzte Hoffnung ist der beste Tischtennislehrer von Chinatown, Meister Wong. Dieser ist blind, verfügt aber über ein ausgezeichnetes Gehör. Zunächst weigert er sich, Randy zu trainieren, ändert jedoch seine Meinung, als er Fengs Namen hört.
Dann lernt er Wongs Nichte Maggie kennen, doch diese macht ihm klar, dass er keine sexuellen Avancen ihr gegenüber duldet. Eddie, ein anderer Schüler Wongs, versucht sein Glück trotzdem und wird von Wong der Schule verwiesen.
Wong nimmt Randy seinen Schläger ab und gibt ihm einen Kochlöffel. Als Randy beteuert, dass es unmöglich sei damit zu spielen, belehrt ihn Maggie eines besseren. In der Nacht wird die Schule von Eddie verwüstet und Wong kann nicht weiter unterrichten. Er fordert Randy auf, sich dem Ältestenrat zu stellen und den „Drachen“, ein kleines Mädchen mit unglaublichem Tischtennistalent, zu besiegen. Obwohl der „Drache“ sehr gut ist, kann Randy sie nach Meister Wongs Training besiegen und bekommt von einem Scout Fengs die Einladung zum Turnier überreicht.
Am Turnierort angekommen begrüßt Feng die Gäste, zu denen auch mehrere Champions gehören, darunter auch Karl Wolfschtagg. Als Feng seinen alten Meister und Randy entdeckt, beschwert er sich über ihre Verspätung. Am Abend bekommt Randy Besuch von einigen Kurtisanen, doch er beschränkt sich auf ein paar Partien Boogle, ein Brettspiel, da er heimlich in Maggie verliebt ist. Am nächsten Tag werden die Spielregeln erklärt: Das Spiel läuft nach dem „Sudden Death“-Modus ab. Als Erstes muss Randy gegen 'Fingers' antreten und gewinnt das Spiel. Als dieser daraufhin getötet wird, ist klar, dass „Sudden Death“ wörtlich zu verstehen ist.
Nach diesem Spiel versucht Randy von der Insel zu fliehen, doch eine Flucht ist unmöglich. Er wird von Feng zu einer Führung eingeladen, auf der er auch Einblicke in Fengs Geschäfte erhält. Feng hat Schusswaffen entwickelt, die von keinem Metalldetektor erkannt werden und eine Tischtennisplatte, die dem zurückliegenden Spieler Stromschläge verpasst. Zurück bei seinen Freunden berichtet er Rodriguez von Fengs Plan. Rodriguez alarmiert daraufhin die Verstärkung. Als er zurückkehrt, sind nur noch zwei Spieler übrig, Randy und Karl Wolfschtagg. Rodriguez entfernt sich erneut, um „Plan B“, die Flucht, vorzubereiten. Karl provoziert und beleidigt Randy und so beschließt dieser doch gegen ihn anzutreten. Bevor er Rodriguez informieren kann, bricht dieser ihm den Arm, damit sie die Insel verlassen können.
Doch Randy muss trotzdem am Finale teilnehmen. An der Platte überkommen ihn die Erinnerungen an das Halbfinale '88. Karl gewinnt den ersten Punkt und schlägt Randy den Schläger aus der Hand. Bevor dieser ihn aufheben kann, zerstört ihn Karl. Meister Wong überreicht Randy einen Schläger mit den Worten, dass er dem größten Tischtennisspieler gehört, den er je gesehen hat. Randy erkennt in dem Schläger seinen eigenen.
Als Randy die nächste Angabe macht, unterbricht Feng diese und erklärt, dass Maggie nun gegen Randy spielt. Karl, der protestiert, wird getötet. Maggie ist bereit sich für Randy zu opfern, doch dieser möchte sie nicht verlieren. Als es nach einer endlosen Partie aussieht, befiehlt Feng die beiden zu töten, doch sie schaffen es die Killerin außer Gefecht zu setzen. Rodriguez gelangt derweil in Besitz eines Maschinengewehrs. In der vorherrschenden Verwirrung versuchen Randy und seine Freunde zu fliehen, allerdings will Randy noch die „Kurtisanen“ befreien. Bei der Rückkehr aus dem Keller, wird er bereits von Feng erwartet. Randy fordert ihn auf sich mit ihm zu messen, um herausfinden, wer Wongs bester Schüler ist, und Feng nimmt unter der Bedingung an, dass die Partie an seiner Spezialplatte stattfindet. Währenddessen bringen sich die anderen in Sicherheit. Feng ändert während des Spiels die Regeln: Der Ball darf nun überall aufkommen. So verlassen beide das Gebäude und finden sich auf einer Brücke wieder. Als Randy einbricht und einen weiteren Punktverlust hinnehmen muss, ruft ihm Meister Wong zu, dass Feng nur die Hälfte des Trainings absolviert habe. Als dieser daraufhin Randy verhöhnt, schlägt dieser einen unerreichbaren Ball. Feng, der ihn zu erreichen versucht, lehnt sich über die Brücke hinaus, verfehlt den Ball aber. Überrascht von dem Stromschlag verliert er das Gleichgewicht, fällt ins Wasser und stirbt.
Zwei Monate später ist Randys Arm wieder verheilt und Meister Wong hat eine neue Schule eröffnet. Als der „Drache“ Randy ein Geschenk überreicht und ihm danach aber einen Tritt verpasst, meint Meister Wong, er solle den Schmerz schlucken, denn ein Ping-Pong-Spieler müsse immer seine Umgebung im Blick haben. Kaum hat er Randy belehrt, stolpert er durch ein offenes Loch in der Wand.

## Veröffentlichung
Die Weltpremiere von Balls of Fury war am 29. August 2007. Der Starttermin für die deutschen Kinos war der 10. Juli 2008.

## Kritiken
„Mit den Mitteln des Pingpongs ebenso absurd wie originell gestaltete Persiflage auf das Martial-Arts-Genre mit gut ausgearbeiteten Pointen und einigen mitreißenden Sidekicks.“

„Was ist eine Jack-Black-Komödie ohne Jack Black wert? Nichts, wie ‚Balls Of Fury‘ beweist – zumindest nicht, wenn dem Publikum ein Dan Fogler als Jack Black verkauft wird.“

„Der Streifen kommt trotz vieler geklauter Versatzstücke aus besseren Werken wie Zoolander, Blades of Glory oder Kentucky Fried Movie nie wirklich in Schwung und krankt vor allem an seinen uncharismatischen Hauptdarstellern und einer Story, die all ihre Gags endlos wiederholt, auch die vielen, die schon beim ersten Mal nicht lustig waren.“